# Boygroup
Eine Boygroup oder Boyband (englisch boy band) ist eine Popgruppe mit ausschließlich männlichen Mitgliedern im Teenager- und Twen-Alter, die oft auch synchron zum Gesang tanzen. Nicht unter diesen Begriff fallen für gewöhnlich rein männliche Bands, deren Mitglieder Instrumente spielen.

## Geschichte
Die Bezeichnung wird erst seit den 1990er Jahren verwendet, auch wenn das Konzept der analog zu Girlgroups meist von Managern oder in einem Casting zusammengestellten Gruppen bereits früher erfolgreich war. Beispiele in den 1960er Jahren waren die Monkees, in den 1970er Jahren die Jackson Five und in den 1980er Jahren New Kids on the Block.
Erst mit dem zunehmenden Aufkommen nahezu identisch konzipierter Gruppen wie Take That, East 17, Worlds Apart und Caught in the Act Mitte der 1990er Jahre wurde der Begriff Boygroup im deutschen Sprachraum geläufig. Mit über 130 Millionen verkauften Tonträgern ist die von Lou Pearlman gegründete Gruppe Backstreet Boys die bislang erfolgreichste ihres Genres. Pearlman war außerdem für die ebenfalls erfolgreiche Boygroup *NSYNC verantwortlich. In der ersten Hälfte der 2010er Jahre war One Direction international erfolgreich, in der zweiten Hälfte war vor allem die südkoreanische Gruppe BTS populär.
Kennzeichnend für Boygroups ist ihr kommerzieller Charakter, da sie auf eine der wichtigsten Zielgruppen des Musikmarktes, die weiblichen Teenager, ausgerichtet sind. Die Musik folgt aktuellen Trends, Satzgesang ist typisch. Ein Musikproduzent überwacht üblicherweise das Gesamtkonzept von der Musik über die Choreografien bis zum Image. Oft lösen sich Boygroups nach einigen Jahren wieder auf, wenn ihre Fans das Teenager-Alter verlassen haben. Einzelne Mitglieder, wie beispielsweise Robbie Williams, haben Solo-Karrieren gestartet und konnten sich dauerhaft etablieren.

## Belege
1. ↑  dpa: Boyband-Macher Lou Pearlman im Gefängnis gestorben. In: Stern.de. 21. August 2016, archiviert vom Original am 11. September 2016.
2. ↑  Till Krause: Der letzte Plan des Boyband-Machers. In: SZ-magazin.de. Süddeutsche Zeitung, 25. August 2016, abgerufen am 30. August 2016.
3. 1 2 3  Boy Group. In: Peter Wicke und Kai-Erik &  Wieland Ziegenrücker (Hrsg.): Handbuch der populären Musik. Schott Music, Mainz 2006, S. 113.
4. ↑  K-pop stars BTS: the biggest boy band in the world. In: The Times. 6. Oktober 2018, abgerufen am 8. November 2018 (englisch).
5. ↑  T.K. Park, Youngdae Kim: How BTS Succeeded Where Other Boy Bands Couldn’t. In: Vulture. 25. Oktober 2018, abgerufen am 8. November 2018 (englisch).
6. ↑  Boygroup. In: Wolfgang Ruf, Annette van Dyck-Hemming (Hrsg.): Riemann Musiklexikon. 13., neu überarbeitete und aktualisierte Auflage. Band 1: A–Domh. Schott, Mainz 2012, ISBN 978-3-7957-0006-5, S. 270.